# 盧熱拉區
15°19′S 36°11′E / 15.317°S 36.183°E

盧熱拉區（葡萄牙語：Lugela），是莫桑比克的行政區，位於該國中東部，由贊比西亞省負責管轄，首府設於盧熱拉，面積6,001平方公里，2006年人口133,439，人口密度每平方公里22人。